# Alexandre Bilodeau
Alexandre Bilodeau (* 8. září 1987, Montreal, Kanada) je kanadský lyžař, který soutěží v jízdě na boulích. Je olympijským vítězem a trojnásobným mistrem světa. 14. února 2010 se stal historicky prvním Kanaďanem, který získal olympijskou zlatou medaili v domácím prostředí. Na předchozích hrách v Montrealu 1976 a Calgary 1988 skončila pořádající země bez zlaté medaile.

## Výsledky
- Akrobatické lyžování na Zimních olympijských hrách 2006: 11. místo
- Akrobatické lyžování na Zimních olympijských hrách 2010: 1. místo
- Mistrovství světa v akrobatickém lyžování 2009: 8. místo (jízda na čas), 1. místo (paralelní jízda)
- Mistrovství světa v akrobatickém lyžování 2011: 2. místo (jízda na čas), 1. místo (paralelní jízda)
- Mistrovství světa v akrobatickém lyžování 2013: 2. místo (jízda na čas), 1. místo (paralelní jízda)